# إيميلى روزا
إيميلى روزا (بالإنجليزية: Emily Rosa)‏ (مواليد 6 فبراير 1987) هي أصغر من نُشر له في الجريدة الطبية بير ريفيو. في سن التاسعة تصورت إيميلى وأوجدت دراسة علمية عن العلاج باللمس والتي نشرتها في مجلة الجمعية الطبية الأمريكية في 1998 . وتخرجت إيميلى من جامعة كولورادو بدنفر عام 2009 في تخصص علم النفس. والديها لارى سرنير وليندا روزا هما قادة مجموعة المدافعين عن علاج الأطفال.

## دراسة العلاج باللمس
في 1996، رأت إيميلى فيديو عن العلاج باللمس ادعى فيه الممارسين أنه يمكنهم الشعور «بمجال الطاقة البشرية» المنبعثة عن جسم الإنسان ويمكن أن يستخدموا أيديهم لتشخيص وعلاج المرض.وسمعت المشاركة في المساعدة في اكتشاف العلاج باللمس دولوريس كريجر قائلة ان كل شخص قادر على الشعور بمجال الطاقة البشرية، وسمعت إيميلى ممرضات أخريات أ، الشعور بجال الطاقة البشرية يكون «كالجيلى» و «ملمس الحلوى». أُعجبت إيميلى بكيفية يقين تلك الممرضات وقدرتهن. وقالت «أردت رؤية ما إذا كان يمكن الشعور بشئ فعلا».
باستخدام لوحة عرض علم قياسى، وضعت إيميلى بروتوكولا لشخص كفيف، وصفه علماء أخرين لاحقا «بسيط وأنيق» ولدراسة أجرتها في سن التاسعة لصفها الرابع في العلوم. كان يوجد سلسلة من الاختبارات. في عام 1996 ٰ تم اختبار 15 ممارس سواء في مكاتبهم أو بيوتهم في في أيام وخلال فترات مختلفة على مدار شهور.في 1997، 13 ممارس من ضمنهم 7 من السلسلة الأولى تم اختبراهم في يوم واحد. وقد لوحظ في المجموعة الثانية من تصويرهم من قبل منتجين حدود العلم الأمريكى ستيفن باريت، دكتوراه في الطب، كاتب كبير من كواكوتش، والدتها (ليندا روزا) كانت الكاتب الرئيسى، وزوج والدتها (لارى سارنر) كاحصائى عند كتابة التجربة، ونُشرت في ابريل، 1998 .جورج لندبرج رئيس تحرير جاما في انفراد له قال «لايهم العمر، العلم الجيد هو الذي يهك وهذا علم جيد».
الدراسة اختبرت قدرة اكتشاف 21 ممارس للعلاج باللمس على اكتشاف مجال اطاقة البشرى بدون أن يتمكنوا من الرؤية. طلبت إيميلى من كل ممارس أن يجلس على الطاولة وان يمد يده خلال الشاشة، وعلى الجانب الأخر من الشاشة، اختارت إيميلى عشوائيا أي من أيدى الممارسين تمسكها. بعد ذلك تم سؤال الممارسين اى يد منهم اكتشفت مجال الطاقة البشرى لإيميلى. أخذت كل حالة 10 محاولات، لكنهم عرفوا بشكل صحيح موقع اليد بمتوسط 4.4 مرات فقط. وقد طُلب من بعض الحالات قبل الاختبار تحديد يدا إيميلى واختيار اى يد منخما يعتقدون انها تخرج مجال طاقة بشرى أقوى ثم يستخدموا تلك اليد أثناء التجربة، ولكن لم تؤدى الحالات بشكل أفضل. أظهرت النتائج أن ممارسى العلاج باللمس لم يستطيعوا الكشف عن اليد أكثر من مرة.وعلى ذلك استخصلت إيميلى أنه لا يوجد أساس تجريبى لمجال الططاقة البشرية والعلاج باللمس بصورة موسعة
على حد علمنا، لا هدف أخر، تم نشر الدراسة الكمية متضمنة عدد أكثر بقليل من ممارسى العلاج بالللمس، ولا دراسة مصممة جيدا موضحة أي فائدة صحية من العلاج باللمس. هذه حقائق، معا بنتائجنا التجريبية. نُشير أن ادعاءات العلاج باللمس لا أساس لها وأن زيادة استخدامه من قبل المهنيين الصحيين عمل غير مبرر.

### رد الفعل
كان لنشر تجربة إيميلى روزا بجاما ضجه على الصعيد الدولى. في مقال بنيويورك تايمز، شُبهت إيميلى بالطفل في القصة القصيرة «ملابس الإمبراطور الجديدة» أشار المقال ظان والدا إيميلى والمساعدين على المشروع كانوا ليندا روزا، الممرضة المسجلة تانى قامت بحملة منذ زمن قريب ضد العلاج باللمس، ولارى سرينر، رئيس مجلس إدارة المجموعة الوطنية لدراسة العلاج باللمس، منظمة مناهضة للعلاج باللمس. في حين كانت ممارسة العلاج باللمس متزايد، وانتشارا خاصا بين الممرضات، بعد نشر المقال في 1998، انحدرت من حيث الذكر والاعتراف، ونادرا ما شُمل العلاج باللمس في الدراسات الاستقصائية «لطب البديل» منذ ذلك الوقت.
ديفيد ج هافوورد شعر بأن الدراسة قدمت مشاكل أخلاقية لان مؤلفى الدراسة نشروا التعاون مع العاملين بالعلاج باللمس بتقديم دراسة كما لو كانت «مشروع الصف الرابع للعلوم». ورأى ديفيد أن هذا كان ملئ بعدم الكشف والخداع. في الواقع، مشروع علوم للصف الرابع تم بدون أي تخطيط لنشره في المستقبل. النشر تم اقتراحه من قبل د. ستيفن باريت بعد أشهر لاحقة عندما علم أن الدراسة قد أُجريت. المرحلة الثانية من الاختبارات تمت مع علم المشاركين التام أنهم يتم يتصويرهم فيديو. لم تغير التجارب اللاحقة النتائج.

## الجوائز

### تجربة العلاج باللمس
- 1999 : التميز كتاب غينيس للأرقام القياسية العالمية كأصغر شخص له بحث علمى منشورأو مجلة علمية.[21]

### أعمال أخرى
- 2000 : كولورادو للعلوم والهندسة:- المركز الأول ناشئيين عن الأرض وعلوم الفضاء، الجيوديسيا: قياس محيط الأرض مع أدوات أصلية.[22]
- 2003 :- التحالف الدولى للالحاد:- جائزة «مستقبل التفكير الحر».

## الظهور
- ABC, CBS, NBC and PBS evening news; John Stossel specials; BBC, Fox, CNN, MSNBC; Nick News; Brazil Idea; I've Got a Secret; Denver TV; Scientific American Frontiers (three programs);[23][24][25] Discovery Channel (two programs); ABC radio; and NPR "All Things Considered".
- Keynoted the 1998 Ig Nobel Ceremonies at Harvard, and accepted the Award in Science Education for an absent Dolores Krieger, who "could not or would not attend" herself. Krieger, a nursing professor and co-inventor of Therapeutic Touch, was cited "for demonstrating the merits of therapeutic touch, a method by which nurses manipulate the energy fields of ailing patients by carefully avoiding physical contact with those patients." In her keynote, Rosa expressed her gratitude that Dr. Krieger had, for two decades, left basic research in TT for her to do. The next day, Rosa delivered an "Ig Nobel" Address at MIT.
- .Stossel, John (October 6, 1998). "The Power of Belief". ABC News
- .[26] New Age Medicine". Penn & Teller: Bullshit! 2008"

## منشورات
- L Rosa, E Rosa, L Sarner, S Barrett, "A Close Look at Therapeutic Touch". Journal of the American Medical Association, April 1, 1998; 279(13):1005–1010.
- TT and Me," by Emily Rosa, Jr. Skeptic, 1998; 6(2):97–99".
- "A Different Way to Heal".[25] Science Hotline: Scientists Answer Your Questions, with Emily Rosa, Scientific American Frontiers, PBS. Retrieved March 11, 2009.
- How to Make an Alien Autopsy Cake," by Emily Rosa and Linda Rosa, Jr. Skeptic, 1999; 7(3):105".
- "Growing Up Godless: How I Survived Amateur Secular Parenting" by Emily Rosa, in Parenting Beyond Belief: On Raising Ethical, Caring Kids Without Religion, Dale McGowan, ed., AMACOM, 2007. ISBN 0-8144-7426-8. (Other contributors included Richard Dawkins, Julia Sweeney, and Penn Jillette.)